# Косьміни
Косьміни (пол. Kośminy) — село в Польщі, у гміні Сенниця Мінського повіту Мазовецького воєводства.
Населення — 80 осіб (2011).
У 1975-1998 роках село належало до Седлецького воєводства.

## Демографія
Демографічна структура станом на 31 березня 2011 року:
|          | Загалом | Допрацездатний вік | Працездатний вік | Постпрацездатний вік |
| -------- | ------- | ------------------ | ---------------- | -------------------- |
| Чоловіки | 34      | 3                  | 25               | 6                    |
| Жінки    | 46      | 10                 | 24               | 12                   |
| Разом    | 80      | 13                 | 49               | 18                   |